# Tonino Cervi
Tonino Cervi (Roma, 4 de junio de 1929-Íb.,1 de abril de 2002) fue un director de cine, guionista y productor italiano.

## Biografía
Cervi nació en Roma, hijo del actor Gino Cervi. Hizo su debut como productor en 1952 con La Peccatrice dell'isola de Sergio Corbucci. A partir de entonces produjo largometrajes de Michelangelo Antonioni, Federico Fellini, Bernardo Bertolucci, Mauro Bolognini, Francesco Rosi y Mario Monicelli.
Debutó como director con el wéstern Ojo por ojo, protagonizada por Bud Spencer. Otras películas notables de su repertorio son The Miser, Il malato immaginario y Ritratto di borghesia in nero.
Cervi falleció en Roma en 2002 a causa de un paro cardíaco. Su hija Valentina Cervi es actriz.